# Rita Lejeune
Rita Lejeune, all'anagrafe Marguerite Lejeune (Herstal, 22 novembre 1906 – Liegi, 18 marzo 2009), è stata una filologa belga, specialista in filologia romanza e in letteratura della Vallonia.

## Biografia
Era figlia del poeta vallone Jean Lejeune, detto Jean Lamoureux, impiegato comunale a Liegi, e di sua moglie Adrienne Vercheval.
Frequentò la scuola primaria comunale di Herstal, di cui conserverà per tutta la vita un vivo ricordo. Durante l'invasione del Belgio, nell'agosto del 1914, fu testimone dell'ingresso dell'esercito tedesco a Liegi. Nel 1918, a dodici anni, perse suo padre, colpito dall'influenza spagnola che devastò l'Europa: Jean Lamoreux morì «dans les flons-flons de la Victoire en novembre 1918», come lei stessa racconterà. Rita aiutò quindi sua madre (che confezionava lavori di cucito) a crescere il fratello minore Jean Lejeune, nato nel 1914. Nacque tra i due bambini un affetto molto forte che li legherà per tutta la vita.
Nonostante la modestia delle risorse familiari, Rita Lejeune proseguì i suoi studi entrando nella scuola Bracaval di Liegi, riservata alle ragazze. Qui terminò brillantemente la scuola superiore e in seguito figurò tra le prime donne a iscriversi all'Università di Liegi, dove completò, sempre con successo, quattro anni di studi alla Facoltà di Filosofia e Lettere (sezione di lingue romanze). La laurea le permise di insegnare nelle scuolle, ma non le bastò: pioniera dell'affermazione delle donne nel mondo accademico, volle prendervi posto e dopo aver ottenuto l'abilitazione all'insegnamento superiore, sotto la supervisione del professor Maurice Wilmotte, fu da lui indirizzata a Parigi per perferzionarsi, aiutata anche dal Fondo Nazionale della Ricerca Scientifica, che era appena stato istituito per volontà di Re Alberto I, e dalla Fondation Biermans-Lapôtre, che ospitava studenti belgi nella capitale francese. Partì insieme a un giovane giurista intenzionato a seguire lo stesso percorso: si trattava di Fernand Dehousse, destinato a diventare suo marito, nonché professore di Diritto Pubblico Internazionale all'Università di Liegi e Ministro della Pubblica Istruzione.
Durante il suo soggiorno a Parigi, Rita Lejeune si distinse agli occhi di diversi professori, tra i quali Mario Roques.
Nel 1939, dieci anni dopo Marie Delcourt, divenne la seconda donna belga a insegnare all'Università, prima come docente e poi, nel 1954, come professoressa ordinaria a Liegi.
Dopo aver vissuto in un moderno appartamento nel cuore popolare della Città Ardente, la giovane coppia prese in affitto una casa a Mont Saint-Martin, vicino al loro collega Léopold Levaux. Avvertendo l'imminente nuova guerra, Dehousse denunciò, nella rivista "L'Action wallone", la politica di neutralità nei confronti della Germania di Adolf Hitler. Le sue analisi lo portavano a pensare che la Vallonia fosse progressivamente abbandonata dallo Stato belga in tutti i settori, e che lo Stato stesse sacrificando il territorio vallone per difendere Bruxelles e le Fiandre. Diventò un attivista vallone, coinvolgendo anche la moglie nelle sue idee, nonostante ella si dedicasse interamente alla ricerca, all'insegnamento e ai suoi allievi.
Nel 1936, Rita Lejeune diede alla luce il suo primo figlio, al quale diede un doppio nome: Jean, come suo padre, e Maurice, come il suo maestro Maurice Wilmotte, che accettò di fare da padrino laico. 
Specializzata in letteratura francese e occitana del Medioevo, pubblicherà per tutta la vita numerosi lavori sulla letteratura dialettale vallone e contribuirà a una migliore comprensione dei testi medievali.
Tuttavia, per lei e per suo marito l'accordo di Monaco del 1938 indicò la fine della pace. Rita non volle rivivere l'occupazione tedesca e cercò dunque di emigrare, almeno temporaneamente, con la sua famiglia. Con questo obiettivo, chiese e ottenne una borsa di studio all'Istituto cattolico di Tolosa, dove volle approfondire la conoscenza della lingua provenzale grazie a uno specialista che operava all'Istituto, l'abate Joseph Salvat. Rita andò a Tolosa Tolosa portando con sé suo figlio, sua madre e altri membri della sua famiglia. Fernand Dehousse restò invece a Liegi, trattenuto dall'insegnamento e dal suo impegno politico.
La famiglia Lejeune era ormai ben radicata a Tolosa quando avvenne l'invasione tedesca del maggio 1940. Immediatamente, in collaborazione con il consolato belga, la Lejeune prese parte sempre più attiva nell'organizzazione dell'accoglienza di rifugiati belgi, che arrivarono prima in piccoli gruppi e poi in numerose ondate, cosa che creò problemi di ogni tipo: alloggio, cibo, cure mediche, in un'atmosfera da fine del mondo, causata dal collasso, in pochi giorni, dell'esercito francese.
A Tolosa Rita Lejeune visse una profonda crisi psicologica. Scrisse molto, in particolare una "Preghiera per l'Assente" che la aiuterà fino ai suoi ultimi giorni. Rita domandò all'abate Salvat di battezzare suo figlio nella religione cattolica, a cui lei non apparteneva, e di diventare il suo padrino spirituale. Rita non lasciò Tolosa che per due o tre giorni, quando volle mostrare al bambino i resti della fortezza di Montségur, ultima roccaforte catara contro la quale la Chiesa cattolica aveva proclamato una guerra, la cosiddetta Crociata contro gli Albigesi (1208-1249).
Fernand Dehousse, che aveva dovuto lasciare Liegi a causa dell'invasione, riuscì a raggiungere i familiari, dopo un viaggio fatto per lo più a piedi.
La coppia ebbe anche una figlia, Françoise, che divenne filologa romanza come Rita. Mentre Jean-Maurice Dehousse seguirà le tracce del padre nella carriera accademica e nell'impegno politico.
Rita Lejeune morì nel 2009, all'età di 102 anni. È sepolta nel cimitero di Licour, a Herstal.

## Attività di ricerca
Rita Lejeune-Dehousse è ancora oggi considerata una romanista di fama internazionale. Oltre ai suoi lavori sulle chansons de geste, in particolare sulla Chanson de Roland, e sulla letteratura occitana, che ha contribuito a far conoscere meglio in Belgio, si è dedicata particolarmente all'opera di Jean Renart, che non ha mai smesso di studiare, dalla sua tesi di abilitazione nel 1985 (dal titolo L'œuvre de Jean Renart, contribution à l'étude du genre romanesque au Moyen Âge) al 1997 (Du nouveau sur Jean Renart).
Si è poi dedicata alla storia della letteratura della Vallonia, attraverso numerosi articoli e contributi scientifici di cui l'Histoire sommaire de la littérature wallonne (1942). Lejeune è anche autrice de La Wallonie, le Pays et les Hommes, enciclopedia di cui ha diretto la parte culturale insieme a Jacques Stiennon, essendo stata affidata la parte propriamente storica e Hervé Hasquin. La sua ultima opera è una Anthologie de la poésie wallonne, da lei tradotta in francese moderno nel 2004.
È stata membro dell'Accademia Reale del Belgio, dell'Académie des Jeux floraux di Tolosa, dell'Académia de Barcelona, presidente onoraria dell'Associazione Internazionale Arturiana e detentrice di numerose altre onorificenze, tra le quali il titolo di dottoressa honoris causa all'Università di Bordeaux.
Nella sua corrispondenza si trovano lettere di André Gide e di Jules Romains.

## Pubblicazioni principali
- Rita Lejeune-Dehousse, L'œuvre de Jean Renart, contribution à l'étude du genre romanesque au Moyen Age, Faculté de Philosophie et Lettresª ed., 1935,  p. 470. (ristampato nel 1968, da Slatkine Reprints, Ginevra).
- Histoire sommaire de la Littérature Wallonne, Office de Publicitéª ed., 1942,  p. 119.
- Recherches sur le thème, Faculté de Philosophie et Lettresª ed., 1948,  p. 255.
- con Jacques Stiennon, La légende de Roland dans l'art du moyen âge, vol 1, Arcaseª ed., 1966,  p. 811.
- Saint Laurent di Liegi. Chiesa, abbazia e ospedale militare. Mille anni di storia , Liegi, Soledi / Università di Liegi, 1968.
- "Il romanzo di Guillaume de Dole e il principato di Liegi", in Cahier de civiltà medievale, tomo 18, 1974, pp. 1-24 .
- La Wallonie, le Pays et les Hommes : Histoire, Économie, Sociétés, Bruxelles, La Renaissance du Livre, 1975-1976, 2 vol.
- Jean Renart et le roman réaliste au XIII siècle, dans: Grundriss der romanischen Literaturen des Mittelalters, Heidelberg, 1978, IV/1, pp. 400-446.
- « Les bourgeois et la bourgeoisie au XIII siècle dans les œuvres littéraires de l'est wallon », Revue de l'Université de Bruxelles, 1978, pp. 483-491.
- Du nouveau sur Jean Renart, Liège, 1997, 24 p.